# Chiesa dei Santi Fabiano e Sebastiano (Peio)
La chiesa dei Santi Fabiano e Sebastiano è la parrocchiale di Celledizzo, frazione di Peio in Trentino. Fa parte della zona pastorale delle Valli del Noce nell'arcidiocesi di Trento e risale al XIV secolo.

## Storia

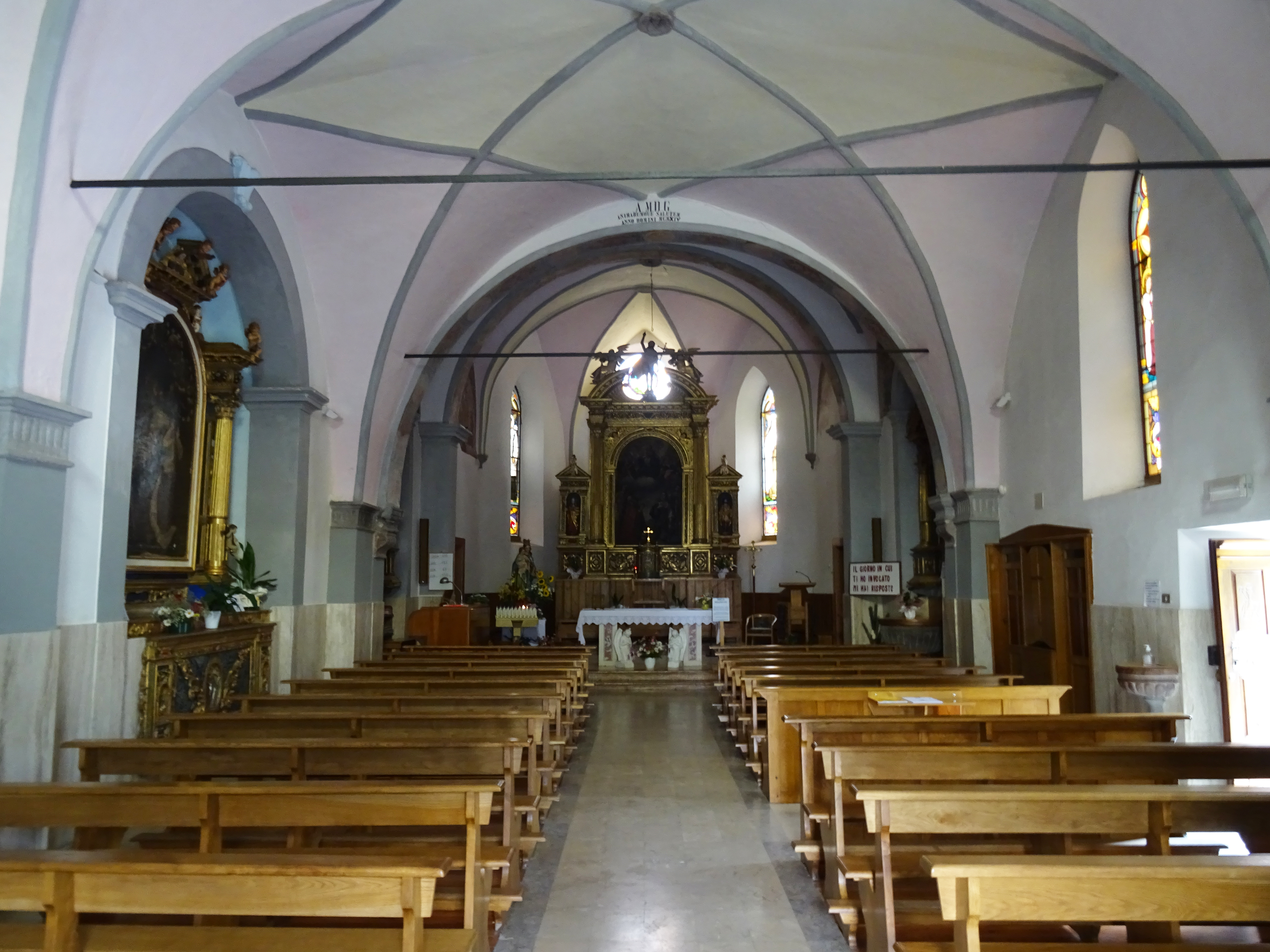
Interno

La prima citazione del luogo di culto si trova in un documento del 1319. Durante il XV secolo quell'originale chiesa venne riedificata ed ampliata e nel 1409 venne elevata a dignità curaziale della pieve di Malè, la chiesa di Santa Maria Assunta. La solenne consacrazione venne celebrata nel 1497 e immediatamente cominciarono i lavori di arricchimento decorativo attribuiti alla famiglia Baschenis.
Durante la visita pastorale che si tenne nel 1617 fu richiesto l'ampliamento del luogo di culto per adeguarlo alle necessità dei fedeli di Celledizzo e i lavori, iniziati due anni più tardi, furono ultimati nel 1621 e comportarono l'allungamento della navata e l'ampliamento del presbiterio. All'inizio del XIX secolo l'edificio fu nuovamente ampliato e in quest'occasione venne costruita una nuova sagrestia. La nuova torre campanaria in sostituzione della precedente fu innalzata nell'ultimo decennio del secolo. Nel 1914 il presbiterio venne decorato dai dipinti ad affresco di Pietro Stefano Salvetti.
Venne elevata a dignità di chiesa parrocchiale il 9 maggio 1919.
Tra gli anni trenta e cinquanta vennero realizzati vari interventi conservativi che riguardarono l'altare maggiore, le nuove vetrate, lo zoccolo esterno e il restauro della torre. Il lavoro di adeguamento liturgico venne realizzato nel 1969. Al centro del presbiterio fu posta la mensa rivolta al popolo ottenuta dal parziale smembramento dell'altare maggiore storico mentre la custodia eucaristica è stata mantenuta nel suo tabernacolo originale. Le balaustre sono state rimosse. Il fonte battesimale storico è stato spostato in avanti, accanto all'arco santo, alla sua destra.
Nel 1974 sono stati restaurati gli interni e nel 1976 si sono fatti sentire anche nel territorio di Celledizzo gli effetti del terremoto del Friuli e si è reso necessario il nuovo restauro consolidativo della struttura.

## Descrizione

### Esterni
La chiesa dei Santi Fabiano e Sebastiano si trova in posizione elevata nell'abitato di Celledizzo e mostra orientamento verso sud-est. La facciata a capanna con due spioventi è semplice, col portale architravato sopra il quale, in asse, si trova la finestra rotonda che porta luce alla sala. Davanti al sagrato si trova il cimitero della comunità. La torre campanaria si alza isolata e in posizione arretrata, sulla sinistra, e si conclude con una copertura bassa sulla cella che si apre con quattro grandi finestre a monofora. Dietro alla parrocchiale si trova la piccola cappella di San Rocco.

### Interni
La navata interna è unica e suddivisa in tre campate. Il presbiterio è leggermente rialzato. Le pareti interne sono riccamente decorate con pitture ad affresco dei Baschenis: Crocifissione, Quattro evangelisti e alcuni dipinti raffiguranti santi. La pala d'altare di sinistra è pregevole e raffigura la Deposizione mentre la Via Crucis è attribuita al pittore rivano Giuseppe Craffonara.